# La noche del Gran Show
La noche del Gran Show, conocido también como El Gran Show es un programa de televisión de humor e improvisación. El programa está presentado por Dani Martínez.  El formato está basado en el show internacional llamado 'Michael McIntyre's Big Show' emitido durante varias temporadas con gran éxito en Reino Unido. El programa se estrenó el 24 de junio de 2025 en la franja de prime time. 

## Formato
Invitados famosos, música y sueños hechos realidad son los principales ingredientes de este innovador espacio de humor e improvisación de ritmo trepidante y con una cuidada realización y que tendrá como anfitrión a Dani Martínez, que desplegará su arrolladora capacidad para improvisar e involucrarse de lleno con el público.
El programa cuenta con cuatro secciones fijas en las que presentador e invitados bucearan como pez en el agua.
‘Estrella por sorpresa’: en cada programa una persona se convertirá en la estrella del día gracias a una divertida cámara oculta y se le brindará la oportunidad de demostrar su talento sobre el escenario.
‘Tienes un mensaje’: cada semana un invitado entregará su teléfono a Dani Martínez para que envíe un sorprendente e insólito mensaje grupal a todos sus contactos. Una vez enviado, será el propio Dani quien lea las respuestas más divertidas en voz alta.
‘Celebrity Karaoke’: sección en la que una cámara oculta mostrará las habilidades vocales de los integrantes del público, sorprendiéndolos en un karaoke mientras cantan los éxitos de sus ídolos. Posteriormente, los verdaderos artistas, observarán atónitos cómo sus canciones son reinterpretadas o destrozadas, ignorando que también están siendo grabados por las cámaras del programa.
‘Un minuto de verbena’: actuación espectacular de un minuto de duración que servirá de apertura del programa, que llevará al público a ponerse en pie desde el primer segundo y que contará con la participación especial y sorprendente de algunos de los verdaderos reyes y reinas de la verbena en España.

### Presentador
| Presentador   |      |  |
| Presentador   | 2025 |  |
| ------------- | ---- |  |
| Dani Martínez |      |  |

### Técnico
Producción
- Pablo Canales
- Paula Lobatón
- Diego Renedo
- Isabel García
- Raquel Arenas
- Ariadna Gargallo

Realización
- Celia Cuervo
- Miguel Buhigas

Guion
- Óscar Fernández
- Arantxha Domenech
- Juanpe Gálvez
- Juliana López

Sonido
- Mariano Pinando

Vestuario
- Beatriz Ares

Maquillaje y Peluquería
- Alba Arance
- Manuel Cantón

## Temporadas y audiencias
| Temporada | Temporada | Emisiones | Estreno             | Final               | Audiencia media | Audiencia media | Audiencia media |
| Temporada | Temporada | Emisiones | Estreno             | Final               | Espectadores    | Share           |                 |
| --------- | --------- | --------- | ------------------- | ------------------- | --------------- | --------------- | --------------- |
|           | 1         | 6         | 24 de junio de 2025 | 29 de julio de 2025 | 557 000         | 8,0%            |                 |

### Temporada 1 (2025)
| N.º Temp. | Fecha de emisión | Invitad@s                                       | Audiencia       |
| --------- | ---------------- | ----------------------------------------------- | --------------- |
| 1         | 24/06/2025       | King África, Chenoa y Lola Lolita               | 716 000 (9,9%)  |
| 2         | 01/07/2025       | Sonia y Selena, Carlos Baute y Paula Echevarría | 745 000 (10,1%) |
| 3         | 08/07/2025       | Coyote Dax y Maxi Iglesias                      | 497 000 (7,1%)  |
| 4         | 15/07/2025       | Rebeca Pous, Camela y Jaime Lorente             | 519 000 (8,3%)  |
| 5         | 22/07/2025       | Las Ketchup, Pastora Soler y Genoveva Casanova  | 498 000 (7,2%)  |
| 6         | 29/07/2025       | Zapato Veloz, Josie y Andy y Lucas              | 369 000 (5,5%)  |